# パレルモ県

パレルモ県
Pruvincia di Palermu

パレルモ県（パレルモけん、イタリア語: provincia di Palermo, シチリア語: pruvincia di Palermu）は、イタリア共和国シチリア州に属する県級行政区画の一つ。県都パレルモは、シチリア州の州都でもある。
法制上の位置づけは、2015年9月4日に従来の県（Provincia）から大都市圏（Città metropolitana）に移行した。
イタリア語版ウィキペディア等では廃止された Provincia di Palermo と新設された Città metropolitana di Palermo が別項目になっているが、便宜上双方を「パレルモ県」として本項で扱う。

## 名称
標準イタリア語以外では以下の名称を持つ。
- シチリア語: Pruvincia di Palermu

## 地理

### 位置・広がり
シチリア島北海岸中部に位置する県で、ティレニア海に面する。県都パレルモは、トラーパニから東北東へ約75km、アグリジェントから北北西へ約92km、エンナから北西へ約101km、カターニアから西北西へ約166km、メッシーナから西へ約192kmの距離にある。ティレニア海上のウスティカ島も県域に含まれる。
隣接する県は以下の通り。
- メッシーナ県 - 東
- エンナ県 - 南東
- カルタニッセッタ県 - 南
- アグリジェント県 - 南
- トラーパニ県 - 西

### 主要な都市
2001年の国勢調査に基づく居住地区（Località abitata）別人口統計によれば、人口2万人以上の都市・集落は以下の通り。
- パレルモ - 678,535人
- バゲリーア - 49,073人
- パルティニーコ - 29,205人
- カリーニ - 25,325人
- テルミニ・イメレーゼ - 23,484人
- モンレアーレ - 20,196人

- パレルモ
- カリーニ
- テルミニ・イメレーゼ

## 行政区画
パレルモ県には82のコムーネが属する。主要なコムーネ（人口上位10位）は下表の通り。左端の数字はISTATコードを示す。人口は2012年1月1日現在。
| コード | 自治体名             | 人口    |
| ------ | -------------------- | ------- |
| 082053 | パレルモ             | 656,829 |
| 082006 | バゲリーア           | 54,185  |
| 082049 | モンレアーレ         | 38,068  |
| 082021 | カリーニ             | 35,652  |
| 082054 | パルティニーコ       | 31,393  |
| 082048 | ミジルメーリ         | 27,529  |
| 082070 | テルミニ・イメレーゼ | 26,038  |
| 082079 | ヴィッラバーテ       | 19,852  |
| 082027 | チェファル           | 14,330  |
| 082031 | チーニジ             | 12,055  |

## 文化・観光
- モンレアーレ大聖堂 - ノルマン建築様式の大聖堂。

## 交通

### 空港
- パレルモ国際空港（チーニジ）
- パレルモ・ボッカディファルコ空港（英語版）（パレルモ）

パレルモ国際空港（ファルコーネ＝ボルセリーノ空港）は、ともに当地出身でマフィア撲滅に尽力したもののマフィアによって暗殺されたジョヴァンニ・ファルコーネおよびパオロ・ボルセリーノの両判事を記念して付けられたものである。

## 人物

### 著名な出身者
- ヴィンチェンツォ・ラグーザ - 彫刻家。パレルモ生まれ。
- ヴィットーリオ・エマヌエーレ・オルランド - 外交官、イタリア王国首相。パレルモ生まれ。
- ジュゼッペ・トマージ・ディ・ランペドゥーサ - 貴族・作家。パレルモ生まれ。
- フランク・キャプラ - アメリカで活動した映画監督。ビザックイーノ生まれ。
- ラッキー・ルチアーノ - マフィアのボス。レルカーラ・フリッディ生まれ。
- ミケーレ・ナヴァーラ - マフィアのボス。コルレオーネ生まれ。
- サルヴァトーレ・ジュリアーノ - 山賊、シチリア独立運動家。モンテレプレ生まれ。
- ミケーレ・グレコ - マフィアのボス。パレルモ生まれ。
- ルチアーノ・リッジョ - マフィアのボス。コルレオーネ生まれ。
- サルヴァトーレ・リイナ - マフィアのボス。コルレオーネ生まれ。
- ギド・メッシーナ - 1950年代に活躍した自転車競技選手。モンレアーレ生まれ。
- ベルナルド・プロベンツァーノ - マフィアのボス。コルレオーネ生まれ。
- ジョヴァンニ・ファルコーネ - 判事。パレルモ生まれ。
- パオロ・ボルセリーノ - 判事。パレルモ生まれ。
- サルヴァトーレ・ロ・ピッコロ - マフィアのボス。パレルモ生まれ。
- サルヴァトーレ・シャリーノ - 作曲家。パレルモ生まれ。
- ジュゼッペ・トルナトーレ - 映画監督。バゲリーア生まれ。
- サルヴァトーレ・スキラッチ - サッカー選手。パレルモ生まれ。
- フィリッパ・ジョルダーノ - 歌手。パレルモ生まれ。